# Бердичевское сидение
Бердичевское сидение, Бердичевский арест генералов — события, связанные с арестом и содержанием под стражей властями Временного правительства так называемой «бердичевской» группы генералов и офицеров Русской армии за выражение поддержки Корниловскому выступлению, имевшие место в период с 29 августа по 27 сентября 1917 года в тюрьме города Бердичева Киевской губернии.

## Арест
27 августа 1917 года командующий Юго-Западным фронтом генерал А. И. Деникин в своей телеграмме выразил недоверие действиям Временного правительства, поддержав выступление генерала Корнилова. Одновременно начальник штаба Юго-западного фронта генерал С. Л. Марков отправил правительству собственную телеграмму, в которой поддержал Деникина.
Временное правительство отреагировало на эти действия арестом всего высшего командного состава Юго-Западного фронта во главе с Деникиным и Марковым и заключением их в тюрьму Бердичева. Арест был произведён 29 августа 1917 года комиссаром Юго-западного фронта Николаем Иорданским.

## Список арестованных лиц, содержавшихся в тюрьме Бердичева
Генералы:
- А. И. Деникин, генерал-лейтенант, командующий фронтом;
- С. Л. Марков, генерал-лейтенант, начальник штаба командующего;
- И. Г. Эрдели, генерал от кавалерии, командующий Особой армией;
- Г. М. Ванновский, генерал-лейтенант, командующий 1-й армией;
- В. А. Селивачёв, генерал-лейтенант, командующий 7-й армией;
- М. И. Орлов, генерал-квартирмейстер штаба фронта;
- Е. Ф. Эльснер, генерал-лейтенант, начальник снабжения Юго-западного фронта;
- И. В. Павский, генерал (арестован случайно);
- Сергиевский, генерал (арестован случайно).

Офицеры:
- князь Крапоткин — штабс-ротмистр, комендант поезда главнокомандующего;
- В. В. Клецанда, поручик чешских войск (арестован за ранение солдата 28 августа);[2]

## Рассмотрение дела и решение судьбы арестованных лиц
Регулярно осуществлялись допросы арестованных. В первые дни после ареста комиссар Иорданский требовал предания военному суду в Бердичеве генерала Деникина и членов его штаба, как соучастников Корниловского выступления. Созванная в первых числах сентября 1917 года по согласованию с Керенским комиссия выразила отказ Иорданскому в этом требовании. Основной причиной отказа была заявлена непоследовательность в действиях: второстепенных арестованных, которыми являлась «бердичевская» группа арестованных генералов, не следовало судить раньше основных, то есть Корнилова и других непосредственных участников выступления.
После этих событий состоялось заседание в местном бердичевском совете. На нём оказалось очевидным, что Иорданский не располагает никакими прямыми доказательствами причастности бердичевской группы арестованных к Корниловскому мятежу, высказывая только предположения. Гражданский юрист Шабловский убедил бердичевский совет в необходимости перенести разбор дела в военный отдел Центрального исполнительного комитета Совета рабочих и солдатских депутатов в Петрограде. 14 сентября 1917 года дело было рассмотрено в Петрограде. Большинством голосов военная комиссия Петроградского Совета приняла решение отложить суд над генералом Деникиным до окончания следствия над генералом Корниловым, а всех бердичевских арестованных перевести из Бердичева в Быхов.

## Условия содержания
Генерал Деникин о днях своего ареста в Бердичевской тюрьме написал следующее:

…толпа не раз по разным поводам собиралась возле гауптвахты и дико ревела, угрожая самосудом. В доме наискось спешно собиралась в таких случаях дежурная рота, караульные юнкера готовили пулемёты. Помню, что в спокойном и ясном сознании опасности, когда толпа особенно бушевала, я обдумал и свой способ самозащиты: на столике стоял тяжёлый графин с водой, им можно проломить череп первому ворвавшемуся в камеру, кровь ожесточит и опьянит «товарищей», и они убьют меня немедленно, не предавая мучениям…
Впрочем, за исключением таких неприятных часов, жизнь в тюрьме шла размеренно, методично… физические стеснения тюремного режима — после тягот наших походов и в сравнении с перенесёнными нравственными испытаниями — сущие пустяки.

## Перевод бердичевской группы арестованных в Быховскую тюрьму

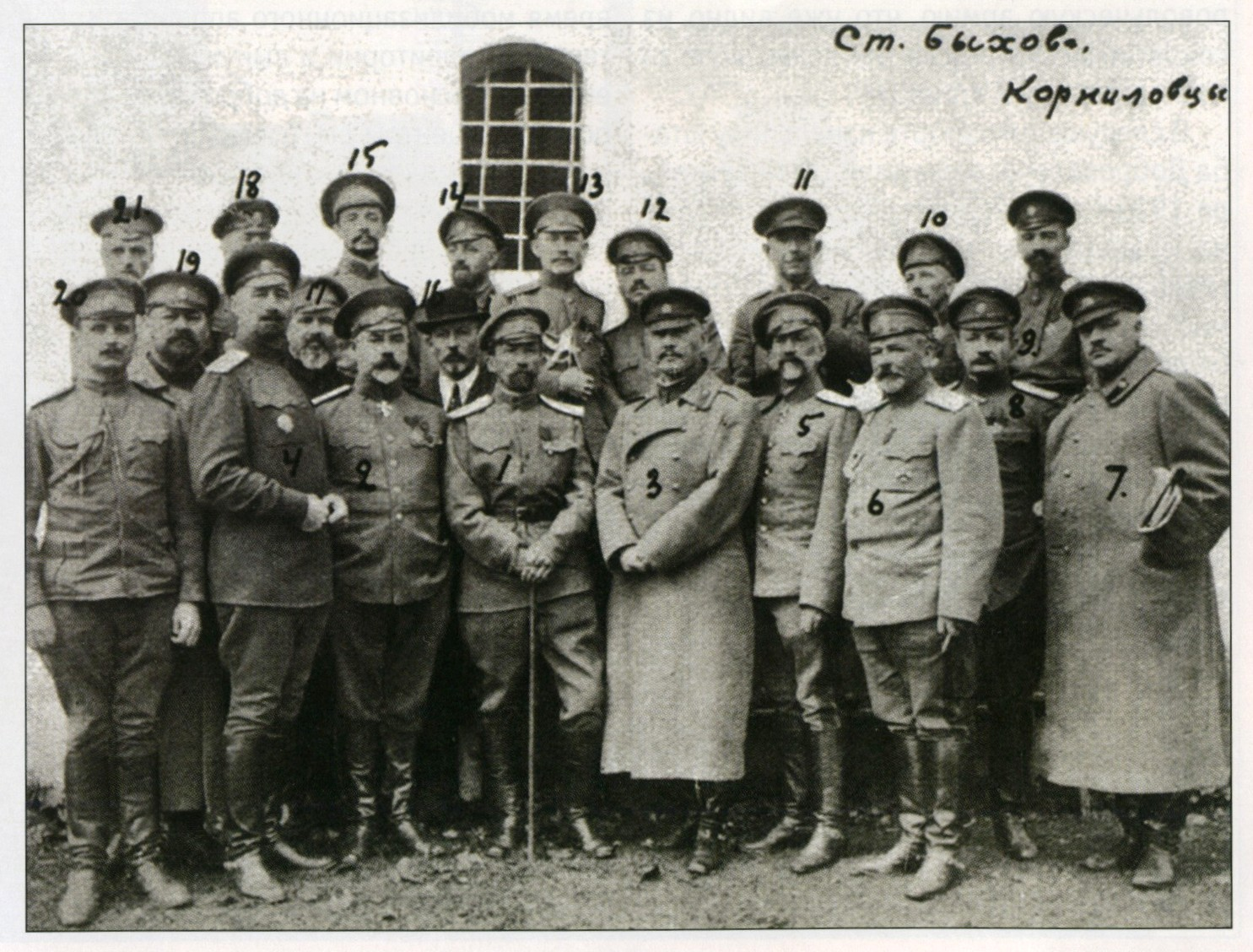
«Бердичевская» группа арестованных генералов и офицеров в числе других арестованных в период быховского заточения. «Бердичевская» группа по номерам: 2. А. И. Деникин. 3. Г. М. Ванновский. 4. И. Г. Эрдели. 5. Е. Ф. Эльснер. 9. С. Л. Марков. 10. М. И. Орлов. 21. В. В. Клецанда. Осень 1917 года

Было принято решение 27 сентября 1917 года в 17 часов дня с Бердичевского железнодорожного вокзала переправить бердичевскую группу арестованных генералов в Быховскую тюрьму. При этом, у стен тюрьмы в момент отправки собралась революционно настроенная толпа, готовая устроить самосуд над арестованными.
Генерал Деникин о событиях, связанных с переводом арестованных из тюрьмы на вокзал пишет следующее :

Толпа неистовствовала. Мы, семь человек, окружённые кучкой юнкеров, во главе с Бетлингом, шедшим рядом со мной с обнажённой шашкой в руке, вошли в тесный коридор среди живого человеческого моря, сдавившего нас со всех сторон. Впереди — Костицин и делегаты (12 — 15), выбранные от гарнизона для конвоирования. Надвигалась ночь. И в её жуткой тьме, прорезываемой иногда лучами прожектора с броневика, двигалась обезумевшая толпа. Она росла и катилась, как горящая лавина. Воздух наполняли оглушительный рёв, истерические крики и смрадные ругательства… Временами их покрывал громкий, тревожный голос Бетлинга:
— Товарищи, слово дали!.. Товарищи, слово дали!.. Юнкера, славные юноши, сдавленные со всех сторон, своею грудью отстраняют напирающую толпу, сбивающую их жидкую цепь. Проходя по лужам, оставшимся от вчерашнего дождя, солдаты набирали полные горсти грязи и ею забрасывали нас. Лицо, глаза, заволокло зловонной липкой жижицей. Посыпались булыжники. Бедному калеке генералу Орлову разбили сильно лицо, получили удар Эрдели и я — в спину и голову.
По пути обменивались односложными замечаниями. Обращаясь к Маркову:
— Что, милый профессор, конец?!
— По-видимому.
Пройти прямым путём к вокзалу толпа не позволила. Повели кружным путём, в общем вёрст пять, по главным улицам города. Толпа растёт. Балконы бердичевских домов полны любопытных: женщины машут платками. Слышатся сверху весёлые гортанные голоса:
— Да здравствует свобода!
Вокзал залит светом. Там новая громадная толпа в несколько тысяч человек. И всё слилось в общем море — бушующем, ревущем. С огромным трудом провели сквозь него под градом ненавистных взглядов и ругательств. Вагон. Рыдающий в истерике и посылающий толпе бессильные угрозы офицер — сын Эльснера, и любовно успокаивающий его солдат-денщик, отнимающий револьвер; онемевшие от ужаса две женщины — сестра и жена Клецандо, вздумавшие проводить его… Ждём час, другой. Поезд не пускают — потребовали арестантский вагон. Его на станции не оказалось. Угрожают расправиться с комиссарами. Костицына слегка помяли. Подали товарный вагон, весь загаженный конским помётом. Какие пустяки! Переходим в него без помоста. Несчастного Орлова с трудом подсаживают в вагон. Сотни рук сквозь плотную и стойкую юнкерскую цепь тянутся к нам… Уже десять часов вечера… Паровоз рванул. Толпа загудела ещё громче. Два выстрела. Поезд двинулся.

28 сентября 1917 года арестованные прибыли в Быхов, где продолжилось их заключение.

## В кино
- События, связанные с арестом генерала Деникина и препровождении его в бердичевскую тюрьму, нашли художественное отражение в 8-й серии фильма «Гибель империи», которая называется «Молитва офицера».[4]